# Zlot 80-lecia Harcerstwa Polskiego
Zlot 80-lecia Harcerstwa Polskiego – zlot harcerski, a właściwie dwa odrębne zloty, zorganizowane w okolicach Częstochowy, w sierpniu 1991:
- w Pająku przez Związek Harcerstwa Polskiego,
- w Olsztynie przez Związek Harcerstwa Rzeczypospolitej i Związek Harcerstwa Polskiego rok założenia 1918.

Pomysł na organizację zlotu przedstawiły jesienią 1990 jednocześnie Związek Harcerstwa Rzeczypospolitej i Związek Harcerstwa Polskiego 1918. W styczniu 1991 powstał komitet organizacyjny złożony z przedstawicieli ZHP-1918, ZHR, POH i SHK "Zawisza". W tym samym czasie hm. Ryszard Wcisło zaprosił do wspólnego tworzenia zlotu uważając, że powinno to być spotkanie harcerzy ze wszystkich organizacji harcerskich. Od tego czasu w przygotowaniach do zlotu uczestniczyły wszystkie organizacje. Ostatecznie nie zdołano jednak dojść do porozumienia i zorganizowano dwa odrębne zloty.
Celem obu imprez było uczczenie 80. rocznicy powstania harcerstwa oraz udział w Światowych Dniach Młodzieży - spotkaniu młodych z Ojcem Świętym Janem Pawłem II w Częstochowie.

## Zlot w Pająku
Związek Harcerstwa Polskiego zorganizował zlot w dniach 12-17 sierpnia 1991, na terenie Ośrodka Harcerskiego ówczesnej Chorągwi Częstochowskiej ZHP (obecnie Hufca ZHP Częstochowa) w Pająku nad zalewem Pająk (gmina Konopiska). W zlocie wzięło udział około 5 tys. harcerek i harcerzy z ZHP oraz Polskiej Organizacji Harcerskiej.

## Zlot w Olsztynie
Związek Harcerstwa Rzeczypospolitej i Związek Harcerstwa Polskiego rok założenia 1918 zorganizowały Zlot w dniach 10-18 sierpnia 1991 w Olsztynie koło Częstochowy. W zlocie wzięło udział około 7 tys. harcerek, harcerzy i skautów, obozujących w 8 gniazdach żeńskich i 12 męskich. Gniazdo XIII zorganizowali harcerze ze Stowarzyszenia Harcerstwa Katolickiego "Zawisza". Ponadto w zlocie wzięli udział reprezentanci harcerstwa polskiego na wschodzie z Białorusi (36), Litwy (107), Łotwy (125), Ukrainy (43), skauci z Białorusi (22), Litwy (100), Łotwy (45), Rosji (10) Ukrainy (76) i 30 innych krajów.
Komendantem zlotu był hm. Aleksander Motała.
Program zlotu stanowiły głównie zajęcia indywidualne jak wycieczki piesze po okolicy, zwiedzanie jaskiń, nauka jazdy konnej, olimpiada zlotowa i zajęcia harcerskie. W czasie zlotu odbyło się pierwsze przedstawienie "Światło i dźwięk" połączone z pokazami sztucznych ogni, które w późniejszych latach kontynuowały miejscowe władze, przyciągając tysiące widzów z całego kraju.
W czasie zlotu wydawano pismo codzienne "Skauting wieści". Łącznie wydano 10 numerów, redaktorem naczelnym pisma był Jacek Śpiewak.
Zlot został udokumentowany w filmie "Dłoń z dłonią wiąż" autorstwa hm. Krzysztofa Krzyżanowskiego.